# Gergana Kjosewa
Gergana Kjosewa, panieńskie Dimitrowa (ur. 28 lutego 1996) – bułgarska siatkarka, reprezentantka kraju, grająca na pozycji przyjmującej.
Pod koniec kwietnia 2024 roku poślubiła siatkarza Złatka Kjosewa.

## Sukcesy klubowe
Puchar Francji:
- 2016

Liga francuska:
- 2016

Superpuchar Szwajcarii:
- 2017

Puchar Szwajcarii:
- 2018

Liga szwajcarska:
- 2018

Liga rumuńska:
- 2021, 2022[7], 2023[8]
- 2025[9]

Superpuchar Rumunii:
- 2021

Puchar Rumunii:
- 2022[10]

Puchar CEV:
- 2023[11]

## Sukcesy reprezentacyjne
Mistrzostwa Świata U-23:
- 2017

Liga Europejska:
- 2018, 2021